# Montottone
Montottone település Olaszországban, Marche régióban, Fermo megyében. Lakosainak száma 891 fő (2023. január 1.). Montottone Grottazzolina, Monte Giberto, Monte Vidon Combatte, Ortezzano, Monsampietro Morico, Belmonte Piceno és Monte Rinaldo községekkel határos.

## Népesség
A település lakossága az elmúlt években az alábbi módon változott:
| Lakosok száma | 1030 | 978  | 950  | 891  |
|               | 2008 | 2017 | 2018 | 2023 |